# Sybra densestictica
Sybra densestictica là một loài bọ cánh cứng trong họ Cerambycidae.